# アラミス'78
『アラミス'78』（あらみすななじゅうはち）は、大和和紀のコメディー漫画。講談社『別冊少女フレンド』に、1978年7月号から1984年8月号にかけて不定期掲載された。単行本は同社別フレKCより全4巻。

## 概要
新米高校教師の谷杏子と彼女の生徒で学園中のアイドルである海神龍之介との間に起こるラブコメディ。

## 登場人物
谷杏子（たに きょうこ）主人公の新米高校教師。実家の母が若くてきれい。
海神龍之介（わたつみ りゅうのすけ）いつもコロンのアラミスを着けている。そのため通称はアラミスである。
世羅蘇芳（せら すおう）アラミスのクラスメート。アラミスといつも行動を共にするイギリス育ちの髪の長い美少年。実はアラミスに恋をしている繊細なゲイの男の子。通称セーラ。女装をしたり、別の女性に成りすますこともある。
臣正人（おみ まさと）アラミスのクラスメート。スポーツ、けんか、何でもござれのいたって健康な青少年。アラミスを兄の様に慕っている。しかし彼はゲイではない。通称オミ
このアラミス、セーラ、オミの三人は常に学園の人気者。故に“学園の三銃士”と、もてはやされている。
大鎌橋三（おおかま はしぞう）Hell Houseという、おかまバーの経営者。通称あにさま
佐渡方才三（さどかた としぞう）知性と幼児性を持ち合わせる教育委員。
海野月子（うんの つきこ）谷杏子の大学時代の同級生で、杏子に迫りまくるレズビアンの産休教師、等。